# Cofradía del Perdón (Orihuela)
La Cofradía del Perdón es una agrupación pasional fundada en el año 1927. Desfila el Martes Santo y el Viernes Santo en la Semana Santa de Orihuela.

## Historia
El Martes Santo de 1852 participó por primera vez la imagen de Nuestro Padre Jesús de la Caída en la Semana Santa oriolana, partiendo la nueva procesión desde San Gregorio hasta el Santuario de Ntra. Sra. de Monserrate, donde hacía estación para formar parte de la procesión General de la madrugada del Viernes Santo.
Los gastos y la organización de la procesión del Martes Santo corrían a cargo de la V.O.T. de San Gregorio propietaria de la imagen. Así fue hasta bien entrado el siglo XX, cuando Ramón Montero Mesples, gran impulsor de los “Armaos”, se hiciera cargo de todo lo referente a la procesión.
Como ejemplo de aquellas procesiones de principio de siglo, conocemos que en 1919, el paso de la Caída estuvo acompañado por 104 nazarenos con vestas negras, la Convocatoria, la bocina y la compañía de los Armados. Durante este año se organizó una orquesta que en el recorrido interpretó unos motetes.
En 1927, tras la muerte de D. Ramón Montero, organizador y patrocinador de ésta procesión, un grupo de jóvenes oriolanos fundará la Cofradía del Perdón que se encargaría desde entonces, de sacar el paso de la Caída.
Con esta nueva cofradía se iniciaría un cambio en el estilo y apariencia de la Semana Santa, las tradicionales vestas de percal con cola, serán sustituidas por ricas vestimentas de seda con capuchones y capa, sin duda la influencia de otras poblaciones se dejaba ya sentir en Orihuela, en menosprecio de los tradicionales atavíos de los nazarenos.
Poco a poco, la joven Cofradía del Perdón se convierte en un referente en la Semana Santa oriolana. No obstante la Guerra Civil truncaría las procesiones en nuestra ciudad, que no serían recuperadas hasta la conclusión del conflicto bélico. En ese año de 1939, la Semana Santa oriolana sólo pudo celebrar una procesión, la organizada por la Cofradía del Perdón con el paso de “La Caída”, que sorprendentemente no fue destruido durante el verano de 1936. Decimos sorprendente por el hecho corroborado por diversas fuentes orales de que este paso fue literalmente “paseado” por las calles de la ciudad, como era propio durante estos años, sufriendo burlas e irreverencias de parte de algunos militantes de izquierda y anarquistas.
Es asombroso y hasta el momento inexplicable como no fue destruido este singular paso, quizá alguna autoridad republicana, encargada de la comisión artística pudiera haber salvado a esta joya del arte.
Desde entonces la Cofradía del Perdón celebra su procesión el Martes Santo en la noche y participa en la procesión general del Viernes Santo, constituyendo una de las principales cofradías oriolanas.

## Imágenes

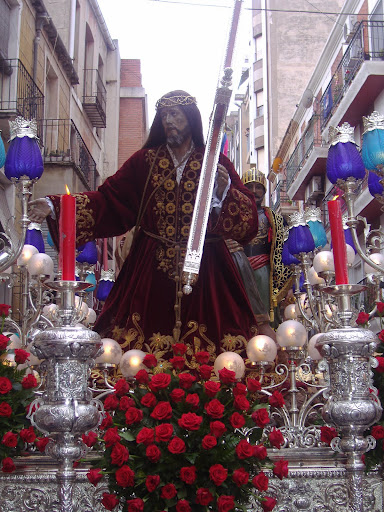
Nuestro Padre Jesús de la Caída

### Nuestro Padre Jesús de la Caída
Se trata del paso titular de la cofradía del Perdón. Consta de una imagen de vestir; un cristo en ademán de caerse. La talla es del escultor murciano Francisco Salzillo y fue ejecutada en el año 1754.
La efigie se encuentra acompañada de un cirineo, un sayón y un soldado romano, con atuendos de los tradicionales “Armaos” de Orihuela, obra del escultor valenciano Felipe Farinós en 1859.
El grupo escultórico fue ampliamente intervenido por el escultor José Sánchez Lozano.
El paso se sitúa sobre un trono de plata, realizado por el Orfebre Valenciano Orrico, en 1928.
La parte delantera del Trono, consta de distintos elementos decorativos vegetales en cuyo centro se encuentra el escudo de la cofradía del perdón enmarcado con rocallas. En los laterales también aparece la misma decoración vegetal, pero a cada lado se presentan tres símbolos distintos de la pasión. Así tenemos que a la derecha se encuentran: el paño de la santa faz, el emblema “JHS” y la santa cruz con las escaleras, la corona de espinas coronándola y los clavos a sus pies. En el lado izquierdo: la columna con el martillo y las tenazas, los clavos cruzados con un martillo rodeados por la corona de espinas y como tercer elemento la túnica de Jesucristo, en cuya parte inferior porta los dados con la que se la jugaron.
En la parte trasera del trono, nos encontramos con toda la decoración vegetal característica, y en el centro aparece el escudo de la ciudad de Orihuela, las barras y el oriol.
Rematando el trono, en las cuatro esquinas y a cada lado del paso, aparecen unos pináculos sobre los que se sitúan los faroles que alumbran el paso en la procesión. Las tulipas son de color azul claro y oscuro, y coronando estos faroles aparece una especie de corona de plata en cuyo interior leemos el nombre de la familia que la costeó.

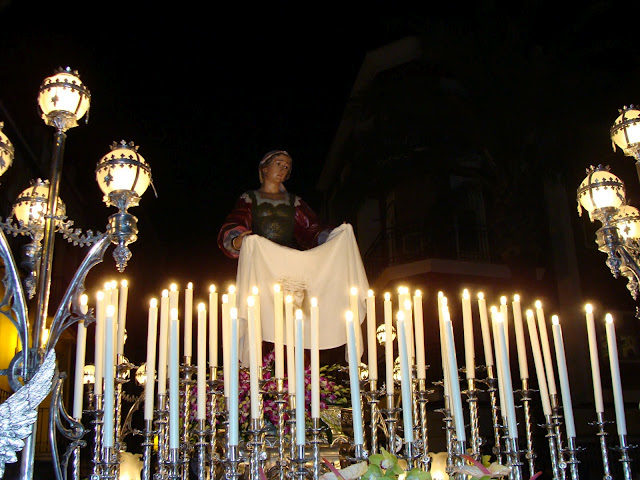
La Verónica

### La Verónica
La imagen de la Verónica fue realizada en madera tallada y policromada por el imaginero valenciano José Dies, del que se conservan interesantes obras en localidades como Requena (Valencia) o Tobarra (Albacete) y Albacete.
La imagen porta en sus manos un lienzo con la Faz de Cristo, obra del pintor oriolano Alfonso Ortuño, que sustituye otros que ha tenido de pintores de relevancia como Rebollo o Eduardo Vicente.
Se sitúa sobre un trono neogótico de bronce, con decoración de tipo vegetal y pináculos góticos, realizado por el orfebre valenciano Manuel Orrico Gay. Este trono fue remodelado en el año 2002, ampliándose de forma considerable, intervención realizada por el orfebre Granadino, Rafael Moreno.

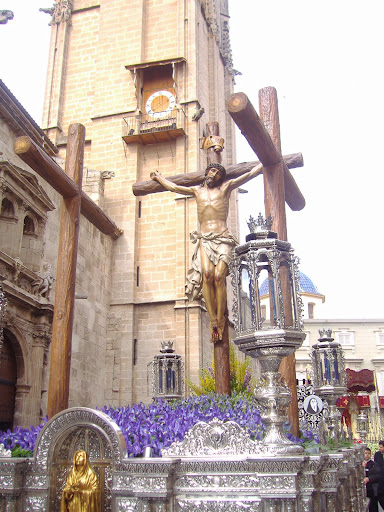
El Calvario

### El Calvario
El Cristo fue realizado en 1941 por el escultor valenciano D. Enrique Galarza. Es un Cristo vivo y suplicante, con los cabellos recogidos, crucificado con tres clavos sobre cruz arbórea.
El trono realizado para el paso del Calvario de la Cofradía del Perdón en el año 1993 por los talleres de R. Moreno, está formado por cuatro paños, decorados con hornacinas guarnecidas por pilastras con dobles balaustres corpóreos. Todo ello realizado en alpaca con baño de plata y acabado pavonado, llevando elementos decorativos en metal latón, igualmente con baño de plata y pavonados.
Los cuatro faroles, de planta hexagonal, están realizados en metal con baño de plata y acabado pavonado, llevando fuste repujado y cuerpo superior con elementos decorativos y rematado por corona.
Desde el Año 2012, este trono con el Cristo del Calvario, posesiona el Martes y Viernes Santo a hombros de 60 porteadores, costaleros del Calvario, que en poco tiempo han conseguido, no sin muchos ensayos, ser uno de los principales atractivos no solo de la Cofradía del Perdón, sino de la Semana Santa oriolana.

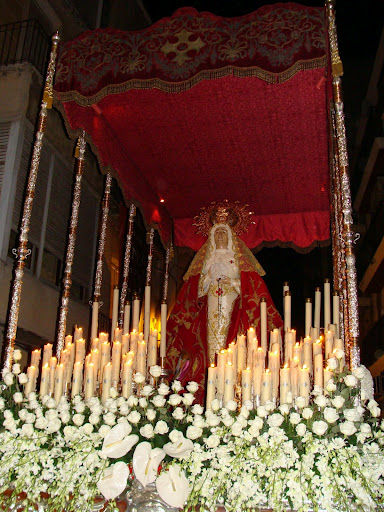
María Santísima del Perdón

### María Santísima del Perdón
La imagen titular de este paso, Mª Santísima del Perdón fue tallada en 1952 por el escultor Quintín de Torre Berastegui. Se ubica sobre un trono de plata, del orfebre Valenciano Orrico, con un palio de terciopelo rojo bordado en oro por los talleres Lucas de Murcia.
El trono fue realizado en plata con ornamentación de motivos vegetales y “animales alados o mitológicos” que custodian. Justo en el centro, el escudo de la cofradía del Perdón, coronado.
La candelería de plata que ilumina a la imagen en su recorrido, procede de los talleres del granadino Rafael Moreno.
Como curiosidad señalaremos que cada candelero lleva inscrito el nombre del cofrade o de la familia que lo costeó para Mª Santísima del Perdón.
Los varales del trono que soportan el palio (en total 12), están realizados en plata y ornamentados con figuras que simbolizan los doce apóstoles. Estos parten de unas portadas de estilo neoclásico en cuyo interior aparecen pequeñas capillas. Por todo el varal, brota el mismo tipo de decoración vegetal que en el resto del trono.
La imagen se encuentra ubicada sobre una peana en plata realizada por el orfebre granadino Rafael Moreno de forma cuadrada, decorada con elementos vegetales, y en cuyo centro, en la parte delantera, aparece el escudo del perdón.
En los laterales del trono procesional, se trabajan los mismos motivos vegetales, pero la excepción son los elementos centrales, en un lateral aparece una fuente sobre una nube y en el otro lado un pozo.
Ambos se encuentran coronados, y simbolizan las letanías de la virgen.
El manto que porta la Virgen, está confeccionado en terciopelo rojo bordado con oro y sedas, realizado por los talleres de artesanía de Lorca.
En cada esquina del trono, aparecen unos Ángeles que mantienen una serie de rocallas y guirnaldas que dan paso a los candelabros de cera que iluminan el trono en su conjunto.

## Procesión

### Itinerario y Horario
Procesión de Martes Santo
Iglesia-Museo de Ntra. Sra. de la Merced (22,00h.) - Paseo Calvo Sotelo - C/. Ballesteros Villanueva - C/. Alfonso XIII - C/. Loazes (22,45h.) - C/. Calderón de la Barca - C/. San Pascual - Plaza Nueva - Plaza Cubero (23,30h.) - C/. López Pozas (23,45h.) - C/. Santa Justa (00,00h.) - C/. Francisco Díe - C/. Santiago (00,15h.) - Santuario de Ntra. Sra. de Monserrate (00,30h.).
Procesión General de la Pasión (Viernes Santo)
Santuario de Ntra. Sra. de Monserrate (19,00h.) - C/. Hospital - C/. Marqués de Arneva - C/. Santa Justa (19,45h.) - C/. López Pozas - Puente de Poniente - Plaza Cubero - Plaza Nueva - C/. Almunía - C/. San Agustín (20,15h.) - Avda. José Antonio (21,00h.) - C/. Calderón de la Barca - C/. Loazes - C/. Alfonso XIII - C/. Ballesteros Villanueva - Iglesia Museo de Ntra. Sra. de la Merced (21,30h.).

### Orden de Procesión
Martes Santo
- Cruz Guía y Banderines
- Pelotón Infantil
- Clarines
- Guion de la Cofradía
- Faroles de inicio del tercio de Nuestro Padre Jesús de la Caída
- Nazarenos del Tercio de Nuestro Padre Jesús de la Caída
- Lábaros
- Nuestro Padre Jesús de la Caída (1754) de Salzillo y Farinós en trono de plata de Orrico.
- Policía Local escoltando a Nuestro Padre Jesús de la Caída
- Estandarte del Tercio de La Verónica
- Nazarenos del Tercio de La Verónica
- La Verónica (1942) de José Díes sobre trono de plata de Orrico.
- Estandarte del Tercio de El Calvario
- Nazarenos del Tercio de El Calvario
- El Calvario (1942) de Galarza sobre trono de R. Moreno.
- Estandarte del Tercio de María Santísima del Perdón
- Nazarenos del Tercio de María Santísima del Perdón
- María Santísima del Perdón (1952) de Quintín de Torre en trono de plata de Orrico.

Viernes Santo
(Tercios de Ntro. Padre Jesús de la Caída, La Verónica y María Santísima del Perdón)
- Cruz Guía y Banderines
- Pelotón Infantil
- Clarines
- Guion de la Cofradía
- Faroles de inicio del tercio de Nuestro Padre Jesús de la Caída
- Nazarenos del Tercio de Nuestro Padre Jesús de la Caída
- Lábaros
- Nuestro Padre Jesús de la Caída (1754) de Salzillo y Farinós en trono de plata de Orrico.
- Estandarte del Tercio de La Verónica
- Nazarenos del Tercio de La Verónica
- La Verónica (1942) de José Díes sobre trono de plata de Orrico.
- Estandarte del Tercio de María Santísima del Perdón
- Nazarenos del Tercio de María Santísima del Perdón
- María Santísima del Perdón (1952) de Quintín de Torre en trono de plata de Orrico.

(Tercio de El Calvario)
- Estandarte del Tercio de El Calvario
- Nazarenos del Tercio de El Calvario
- El Calvario (1942) de Galarza sobre trono de R. Moreno.

## Música
La Música de la Cofradía es esta:
- Toque de Clarines de la Cofradía del Perdón (Emilio Bregante)
- Cristus a venia (E. Lázaro)
- La Verónica (M. Cano)
- El Cristo del Clavario (Tortosa Urrea)
- María Santísima del Perdón (Molina Millá)

## Nombramientos
La Cofradía nombra cada año a los siguientes Cargos:
Portaguión

### 2011
Portaguión: Carlos M. Navarro Ruiz

### 2012
Portaguión: Antonio Grau Tormo